# Stade du FK Hajduk
 (mai 2024).
Si vous disposez d'ouvrages ou d'articles de référence ou si vous connaissez des sites web de qualité traitant du thème abordé ici, merci de compléter l'article en donnant les références utiles à sa vérifiabilité et en les liant à la section « Notes et références ».
Le Stade FK Hajduk (en serbe : Стадион Хајдука), également connu sous le nom de Stade Hajduk na Lionu (en serbe : Стадион Хајдука на Лиону), est un stade de football serbe situé à Zvezdara, un quartier de la ville de Belgrade, la capitale du pays.
Doté de 2 000 places et inauguré en 1953, le stade sert d'enceinte à domicile pour l'équipe de football du FK Hajduk.

## Histoire
En 1953, le FK Hajduk Belgrade décide de se faire construire son propre stade dans le quartier du Lion de Zvezdara. Le club jouait auparavant dans divers terrains de la ville selon les disponibilités, le plus souvent à Mali Mokri Lug ou encore à Karaburma.
À l'issue de la saison 1968-69, l'Hajduk est promu en troisième division yougoslave. Le stade est alors rénové. On y ajoute une petite tribune couverte.

## Galerie

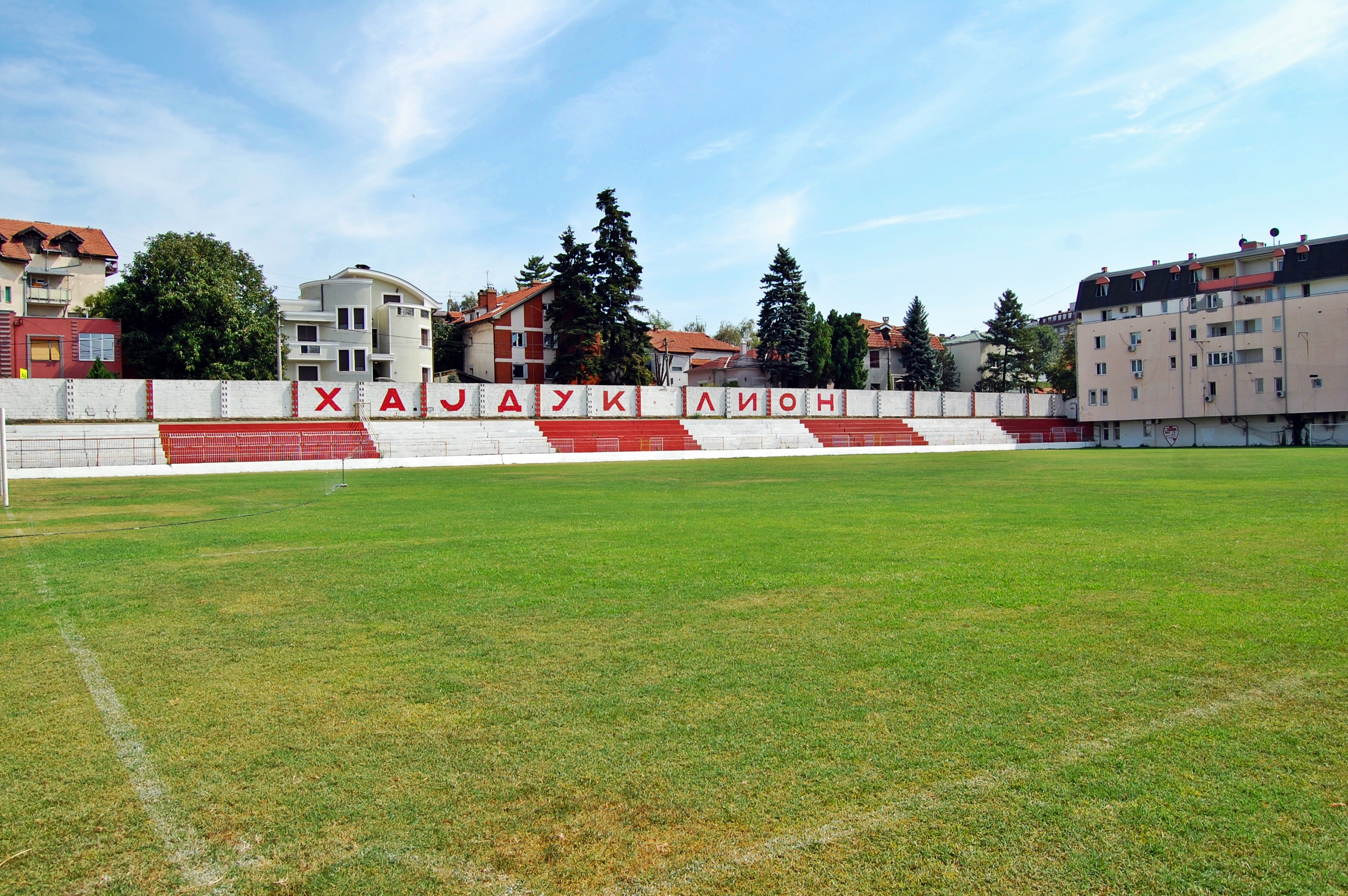
Vue latérale du terrain n°1
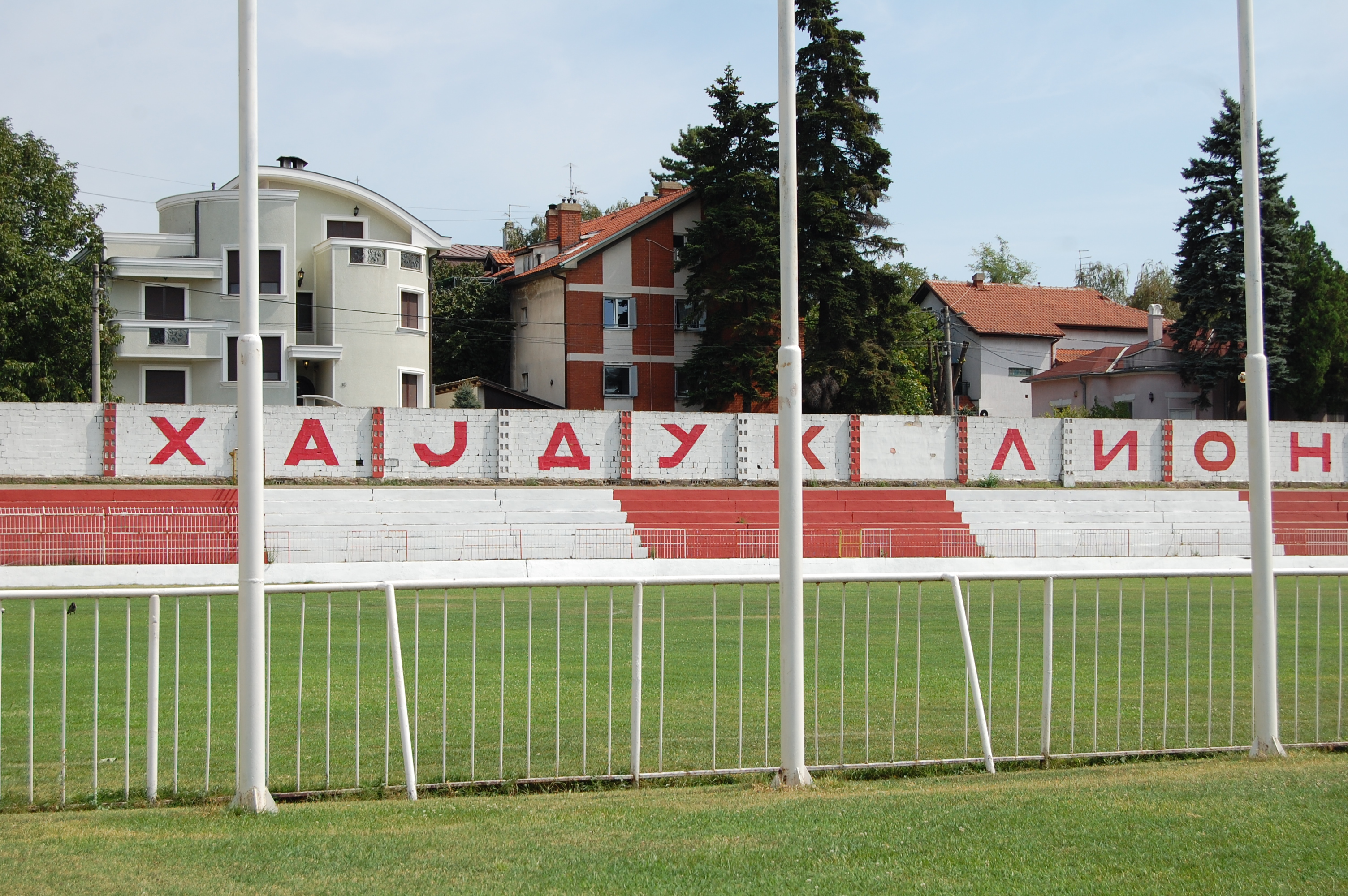
Vue latérale du terrain n°2
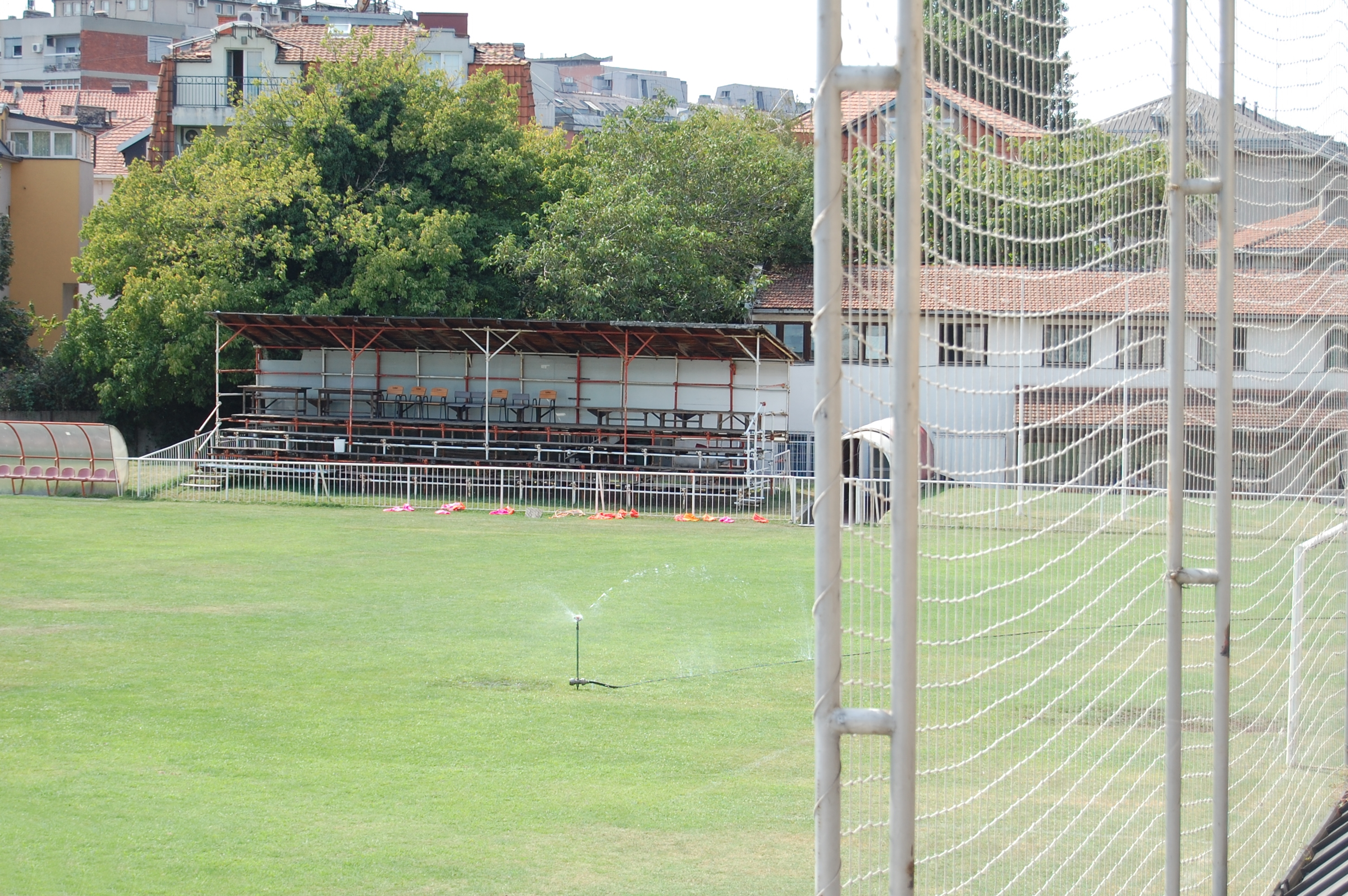
Vue depuis le bas des tribunes
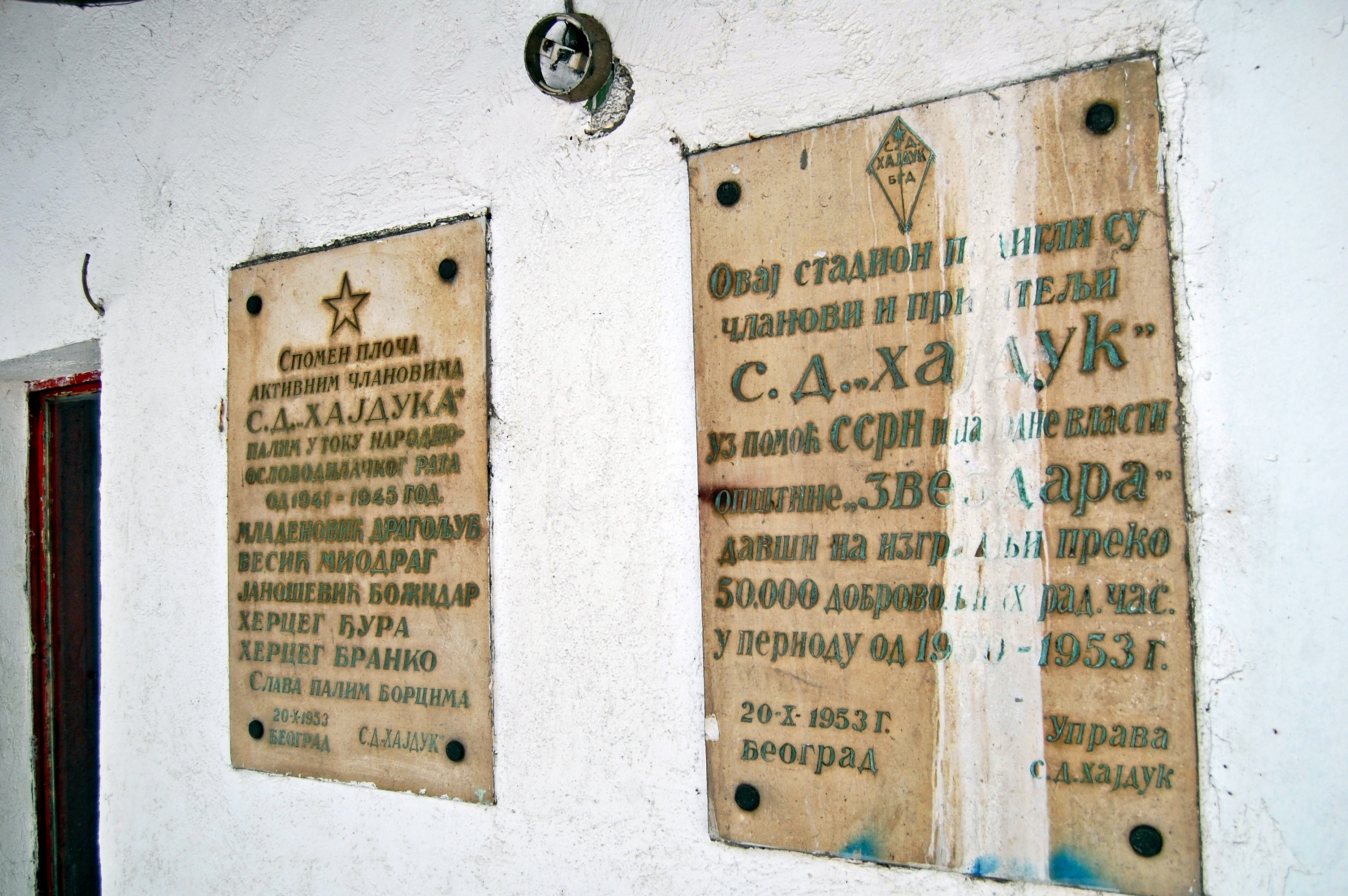
Inscriptions sur les murs des bureaux